# Validierung (Informatik)
Im Bereich der Softwarequalitätssicherung wird unter Validierung die Prüfung der Eignung beziehungsweise der Wert einer Software bezogen auf ihren Einsatzzweck verstanden. Die Eignungsprüfung erfolgt auf Grundlage eines vorher aufgestellten Anforderungsprofils und kann sowohl technisch als auch personell geschehen.
Umgangssprachlich formuliert wird die Frage „Wird das richtige Produkt entwickelt?“ beantwortet. Es wird also die Effektivität der Entwicklung sichergestellt. Daneben steht die Verifikation, ein Prozess, der für ein Programm oder ein System sicherstellt, dass es zu einer Spezifikation „konform“ ist („Ist das System richtig gebaut?“).

## Umsetzung
Im Zusammenhang mit dem V-Modell wird die Validierung der Anforderungsdefinition bzw. dem Abnahmetest zugeordnet. Insofern ist unter der Validierung die Überprüfung der Eignung der Anforderungsdefinition mit den ursprünglichen Zielen des Kunden zu verstehen. Methoden der Validierung umfassen:
- Reviews mit dem Kunden zur Aufdeckung von Unklarheiten und irrtümlichen Annahmen
- Prototyping von Benutzeroberflächen als Kommunikationsgrundlage mit dem Anwender
- Inkrementelle Entwicklung für schnelles Kundenfeedback

In agilen Entwicklungsprozessen wie XP wird Validierung durch die
- permanente Anwesenheit des Kunden
- Nutzerakzeptanztests
- kundennutzenbezogene Releaseplanung im XP-Planspiel
- kurzen Releasezyklen

sichergestellt.